# Gemeines Weißohropossum

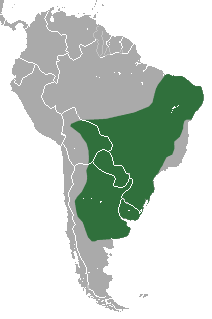
Verbreitungsgebiet des Gemeinen Weißohropossums

Das Gemeine Weißohropossum (Didelphis albiventris) ist ein Beuteltier in der Familie der Beutelratten, das in Südamerika vorkommt.

## Merkmale
Die Art hat eine sehr variable Körpergröße mit einer Kopfrumpflänge von 26 bis 50 cm, einer Schwanzlänge von 25,5 bis 53,5 cm sowie einem Gewicht von 0,5 bis 5,5 kg. Abhängig von der Quelle wird die durchschnittliche Länge der Hinterfüße mit 4,8 oder 5,9 cm angegeben, während die Werte für die Ohren bei 5,0 bzw. 5,4 cm liegen. Wie beim Südopossum kommen beim Fell des Körpers unterschiedliche Färbungen vor. Der deutlichste Unterschied, die weißen Ohren bei erwachsenen Exemplaren, spiegelt sich im deutschen Namen wider. Zusätzlich sind beim Gemeinen Weißohropossum die ersten Zentimeter des Schwanzes mit Fell bedeckt, während beim Südopossum nur vereinzelte Haare vorkommen. Im Gesicht befinden sich ein V-förmiges schwarzes Muster vom Bereich zwischen den Augen bis zur Kopfoberseite sowie zwei dunkle Augenstreifen. Die Schwanzspitze ist weiß gefärbt.

## Verbreitung
Das Verbreitungsgebiet des Gemeinen Weißohropossums reicht von zentralen Gebieten Brasiliens und Boliviens über Paraguay und Uruguay bis zu den mittleren Bereichen Argentiniens. Die Art kann in fast allen Habitaten im Verbreitungsgebiet angetroffen werden, wobei nur hohe Berglagen, sehr trockene Gebiete und die dichtesten Wälder gemieden werden. Das Gemeine Weißohropossum kann sich gut an Landschaftsveränderungen anpassen.

## Lebensweise
Die Art hält sich meist auf dem Boden auf, obwohl sie gut in Bäumen klettern kann. Sie ernährt sich unter anderem von Würmern, Insekten, kleineren Vögeln, Eiern und Früchten. Das durchschnittliche Revier von Männchen ist 3,2 Hektar groß bei einer maximalen Reviergröße von 7,04 Hektar. Die Reviere von Weibchen sind mit durchschnittlich 1,47 Hektar kleiner.
Im Norden Argentiniens können zwischen August und Januar ein oder zwei Würfe vorkommen. Die Anzahl der Nachkommen pro Wurf variiert zwischen vier und zwölf. Die Geburt erfolgt nach 12 bis 13 Tagen Trächtigkeit. Danach leben die Jungtiere etwa zwei Monate im Beutel der Mutter. Ältere Jungtiere können vom Weibchen auf dem Rücken getragen werden.

## Mensch und Gemeines Weißohropossum
Bauern haben zu diesem Beuteltier ein zwiespältiges Verhältnis. Einerseits kann das Opossum Schaden anrichten, wenn es Nutzvögel oder angebaute Früchte frisst. Andererseits zählen Schadtiere wie Nager oder Insekten zu seiner Beute.
Mehrere Tiere werden wegen ihres Fells gefangen, das in der Pelzindustrie verarbeitet wird. In den Jahren 1974 bis 1978 betraf das 700.000 Exemplare. Die IUCN hält diese Form der Nutzung jedoch für nicht erwähnenswert.
Für das Gemeine Weißohropossum liegen keine Gefahren vor. Da es sich gut an Veränderungen anpassen kann, wird es als nicht gefährdet (least concern) gelistet.

## Belege
1. ↑  Didelphis albiventris. In: Don E. Wilson, DeeAnn M. Reeder (Hrsg.): Mammal Species of the World. A taxonomic and geographic Reference. 2 Bände. 3. Auflage. Johns Hopkins University Press, Baltimore MD 2005, ISBN 0-8018-8221-4.
2. 1 2 3 4  Eisenberg & Redford: Mammals of the Neotropics. Band 3. University of Chicago Press, 1999, S. 52–53 (Didelphis albiventris).
3. 1 2 3 4  Mares, Ojeda & Barquez: Guide to the Mammals of Salta Province, Argentina. University of Oklahoma Press, 2015, S. 34–36 (Didelphis albiventris).
4. 1 2 3 4 5  Didelphis albiventris in der Roten Liste gefährdeter Arten der IUCN 2017. Eingestellt von: Costa, L.P., Astua de Moraes, D., Brito, D., Soriano, P. & Lew, D., 2015. Abgerufen am 19. Februar 2018.